# Novopólotsk
Nueva Pólatsk (bielorruso: Навапо́лацк/Navapólatsk; ruso: Новопо́лоцк/Novopólotsk) es una ciudad subprovincial de Bielorrusia perteneciente a la provincia de Vítebsk.
Fue fundada en 1958 junto a la ciudad de Pólatsk, de la cual toma su nombre. Adquirió estatus urbano el 14 de diciembre de 1963.
En 2010 tiene una población de 98 200 habitantes.
Se ubica a orillas del río Daugava en la periferia occidental de Pólatsk.